# Friedrich Christoph Dahlmann

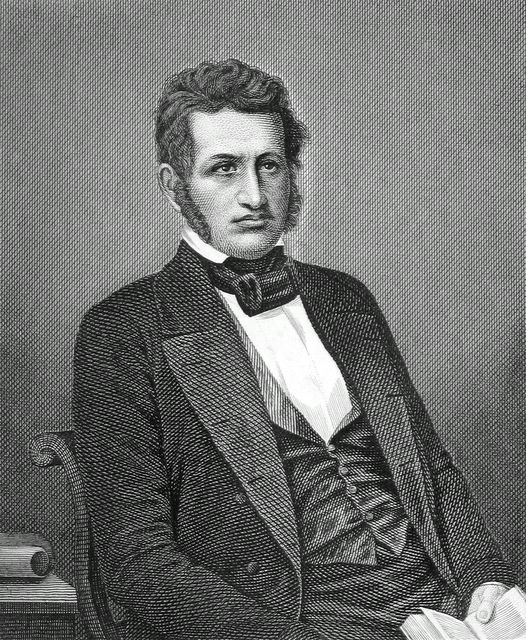
Friedrich Christoph Dahlmann

Friedrich Christoph Dahlmann (ur. 13 maja 1785, zm. 5 grudnia 1860) – niemiecki historyk i polityk.
Dahlmann był profesorem uniwersytetów w Kilonii (od 1813) i w Getyndze. Został usunięty w 1837 za protest przeciw zniesieniu konstytucji hanowerskiej.
W 1848 był posłem Frankfurckiego Zgromadzenia Narodowego.
Jego główne prace to: Quellenkunde der deutschen Geschichte (z 1830) i 3-tomowa Geschichte von Dänemark (1840-1843).